# Oleksij Čyčykov
Oleksij Hryhorovyč Čyčykov (in ucraino Олексій Григорович Чичиков?; Kremenčuk, 30 settembre 1987) è un calciatore ucraino, attaccante dell'Ahrotech Tyškivka.

## Caratteristiche tecniche
È un'ala destra.

## Carriera
Cresciuto nel settore giovanile del Vorskla, ha debuttato in prima squadra nella stagione 2004-2005. Nel corso della sua carriera ha disputato oltre 100 incontri in Prem"jer-liha.

## Palmarès

### Club
- Coppa d'Ucraina: 1

Vorskla: 2008-2009
- Perša Liha: 2

Zirka: 2015-2016
Dnipro: 2018-2019